# Процюк Василь Яронович
Процюк Василь Яронович (псевдо: «Кропива») — (22 грудня 1914, с. Городиловичі Сокальського району Львівської області — 13 травня 1944, с. Кордишів Шумського району Тернопільської області) — діяч ОУН та УПА, керівник штабу куреня «Крука» (Климишин Іван) (1943), організатор і керівник старшинської та підстаршинської шкіл на Шумщині, командир сотні, куреня, начальник штабу групи УПА-Південь (1943 — 13.06.1944). Учасник «Просвіти».
Лицар Золотого Хреста Бойової Заслуги 1-го кл. (посмертно).

## Життєпис
У 1930-х роках організував гурток «Просвіти» у своєму рідному селі.
У 1937 p. служив капралом у Війську Польському, y вересні 1939 p. брав участь у німецько-польській війні.
Після переходу на територію Західної України (Волинь), зайняту радянськими військами, ув'язнений в Луцькій тюрмі, звідки втік у 1941.
1943 року був керівником штабу куреня «Крука» (Климишин Іван), організатором і керівником старшинської та підстаршинської шкіл на Шумщині, командир бойової сотні, куреня УПА-Північ і його табору біля с. Велика Іловиця Шумського району, начальник штабу групи УПА-Південь (1943 — 13.06.1944). 
Застрелився зі своїм охоронцем у криївці, яку оточив підрозділ НКДБ, 13 червня 1944 року в с. Кордишів Шумського району. Похований разом з охоронцем та п'ятьма повстанцями на Старому Цвинтарі м. Шумськ.

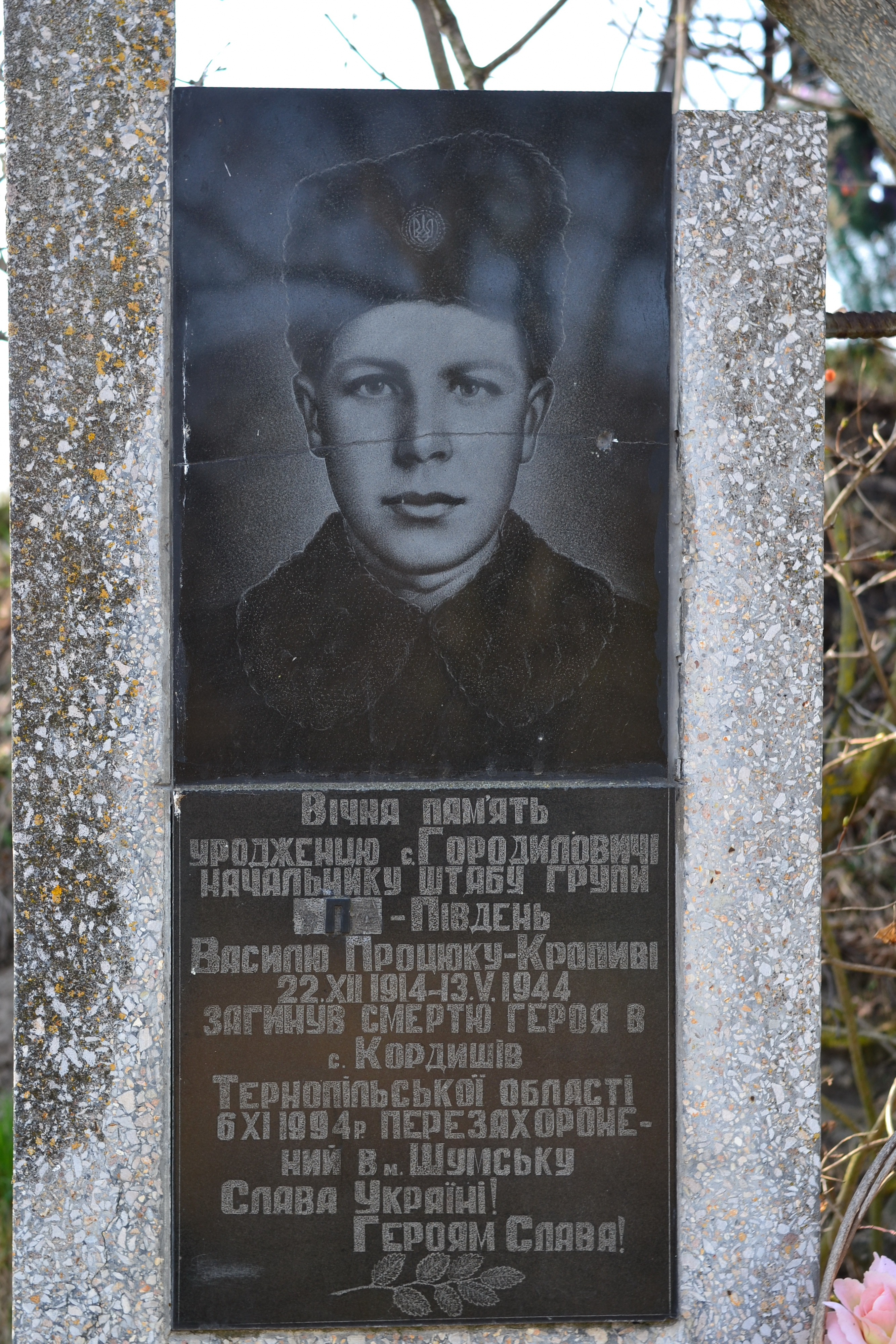
Меморіальна плита на пам'ятнику Василю Процюку-Кропиві (граніт) (1995 рік) поблизу каплиці на місці знищеного с. Городиловичі

## Нагороди
- Згідно з Постановою УГВР від 8.10.1945 р. і Наказом Головного військового штабу УПА ч. 4/45 від 11.10.1945 р. майор УПА, шеф крайового військового штабу УПА-Південь Василь Процюк – «Кропива» нагороджений Золотим хрестом бойової заслуги УПА 1 класу.
- Згідно з Постановою УГВР від 12.10.1952 р. і Наказом Головного військового штабу УПА ч. 3/52 від 12.10.1952 р. майор УПА, шеф Крайового військового штабу УПА-Південь Василь Процюк – «Кропива» вдруге нагороджений Золотим хрестом бойової заслуги УПА 1 класу[1].

## Вшанування пам'яті
- 1996 в Шумську започатковано щорічні шахові турніри на приз імені Процюка (нині — кубок повстанців «Крука» і «Кропиви»).
- 9.02.2018 р. від імені Координаційної ради з вшанування пам’яті нагороджених Лицарів ОУН і УПА у м. Київ Золоті хрести бойової заслуги УПА 1 класу (№ 019, та № 020) передані Миколі Процюку, синові Василя Процюка – «Кропиви».
- У багатьох містах України є Вулиця Героїв УПА, до яких належить і Василь Процюк.